# ESPN 5 (Latinoamérica)
ESPN 5 es un canal de televisión por suscripción latinoamericano de origen estadounidense. Fue lanzado el 1 de diciembre de 2021, como reemplazo de Fox Sports en Sudamérica (excepto Argentina), Centroamérica y República Dominicana.

## Historia
Fox Sports era propiedad de Fox Networks Group; fue en 2019, que pasó a ser propiedad de The Walt Disney Company Latin America y era operado por Disney Media Networks Latin America, en virtud de un acuerdo de licencia de marca con Fox Broadcasting Company.
Originalmente fue lanzado por Liberty Media en 1996 bajo el nombre Prime Deportiva. Antes de su lanzamiento, el 31 de octubre de 1995, News Corporation adquirió el 50 % de acciones del grupo Prime Network, propiedad de Liberty Media, así como sus canales internacionales (como Premier Sports y Prime Sports Asia) como parte de la expansión de las operaciones de Fox Sports en las Américas.
En 2009, News Corporation lanzó un segundo canal llamado Fox Sports+ para la transmisión de partidos de fútbol en vivo al mismo tiempo con Fox Sports. En 2012, Fox Sports+ fue renombrado como Fox Sports 2, mientras que Speed Channel fue relanzado como Fox Sports 3.
En enero de 2015, el canal cambia su relación de aspecto de 4:3 a 16:9 en todas sus señales en definición estándar (SD) y empieza a emitir toda su programación en formato panorámico.
Debido a la venta de 21st Century Fox a The Walt Disney Company en 2019, Disney adquirió prácticamente todos los activos de la compañía, incluyendo los canales internacionales de Fox Sports para funcionar con ESPN. Sin embargo, Disney tuvo que excluir las operaciones de Fox Sports en México, debido a las medidas impuestas por el Instituto Federal de Telecomunicaciones (IFT), para así poder obtener la aprobación de compra de los organismos mexicanos.
En mayo de 2021 se anunció que Fox Sports Mexico sería vendida al Grupo Multimedia Lauman, conglomerado que opera en México el canal de televisión por suscripción El Financiero y cuenta con una alianza con la compañía estadounidense Bloomberg TV. El 8 de junio de 2021, el Instituto Federal de Telecomunicaciones aprobó la venta al Grupo Multimedia Lauman.
En febrero de 2022, se anunció que Fox Sports Argentina sería vendida al Grupo Mediapro, conglomerado que opera en Argentina el centro de televisión MediaCenter y la productora audiovisual PromTV, antes conocida como Promofilm Globomedia, grupo de origen español con capitales chinos. En abril de ese mismo año, la Secretaria de Comercio Interior de la República Argentina autoriza la transacción de las señales de Fox Sports referentes a dicho país.
En el resto de los países, Disney mantuvo la propiedad de los canales y decidió que a partir del 1 de diciembre de 2021, Fox Sports fuera reemplazado por ESPN 4 en Centroamérica, República Dominicana y Sudamérica, exceptuando Argentina, mientras que, Fox Sports 2 y Fox Sports 3 se mantuvieron al aire. 
En Chile la señal Premium denominada Fox Sports 1 también se mantuvo al aire, mientras que la programación de la señal básica de Fox Sports se renombró a ESPN 4. A diferencia de los cambios hechos en Centroamérica y el resto de Sudamérica (excepto Argentina), se ha mantenido desde un comienzo las tandas comerciales y genéricos con el logo Fox Sports siendo la señal ESPN 4, y las retransmisiones de programas clásicos de Fox Sports, con el correr del tiempo se han emitido comerciales y videos genéricos de ESPN en su programación, la señal emite en vivo competencias donde no pueden emitirse en Fox Sports 1 y del resto de las señales de ESPN, el resto de la programación son retransmisiones y estrenos como las del Fútbol Argentino y la WWE (excepto PPV).
El 10 de noviembre de 2023, se informó de forma no oficial que ESPN 4 sería renombrado como ESPN 5 a partir del 15 de febrero de 2024.